# Горноводяное
Горноводяно́е — село в Дубовском районе Волгоградской области, административный центр Горноводяновского сельского поселения.
Село находится на правом берегу реки Волги, в 27 километрах к северо-востоку от города Дубовки. В ведении сельской администрации находится хутор Почта.
В селе была старая пятиэтажная мельница построенная в 1918 году, сгорела.
В селе в 1991 году образован Михаило-Архангельский приход. Обустроен молитвенный дом.

## История
Первыми поселенцами были беглые крестьяне. Официальной датой основания считается 1731 год — год основания Волжского казачьего войска. Название село получило от Водяной балки. В конце XVIII века после расформирования Волжского казачьего войска заселено переселенцами из Тамбовской губернии. В 1795—1800 годах построена первая церковь. В конце XIX века село Водяное относилось к Песковатской волости Царицынского уезда Саратовской губернии. Село населяли бывшие государственные крестьяне. По сведениям 1891 года земельный надел составлял 8315 десятин земли. Жители занимались хлебопашеством и бахчеводством. Огородничество распространено не было. По балке Водяной имелись вишнёвые сады.
До 1890 года село относилось к Липовской волости Царицынского уезда Саратовской губернии, затем передано в состав Романовской волости. Помимо хлебопашества крестьяне занимались бахчеводством, садоводством, огородничеством, судоходством и рыболовством. В 1889 году произошёл сильный пожар. После него село было отстроено по плану. В 1890 году открыта земская школа. В селе имелась почтовая станция.
В 1919 году село в составе Царицынского уезда включено в состав Царицынской губернии.
С 1928 года — в составе Дубовского района Нижне-Волжского края (с 1934 года Сталинградского края, с 1936 года — Сталинградской области, с 1962 года — Волгоградской области).
В связи со строительством Сталинградской ГЭС село частично попало в зону затопления. В начале 1950-х было перенесено выше зоны затопления.

## Общая физико-географическая характеристика
Село расположено в степной местности в пределах Приволжской возвышенности, относящейся к Восточно-Европейской равнине, на западном берегу Волгоградского водохранилища. С севера ограничено заливом Волгоградского водохранилища, образованном в балке Буерак. Село занимает участок местности со значительным уклоном по направлению к водохранилищу. Рельеф местности холмисто-равнинный: развита овражно-балочная сеть. Центр села расположен на высоте около 30 метров над уровнем моря. Почвы — каштановые. Почвообразующие породы — глины и суглинки.
К селу имеется подъездная дорога от федеральной автодороги Р228 (4,7 км). По автомобильным дорогам расстояние до областного центра города Волгограда составляет 77 км, до районного центра города Дубовка — 28 км.
Климат
Климат умеренный континентальный с жарким летом и малоснежной, иногда с большими холодами, зимой (согласно классификации климатов Кёппена климат характеризуется как Dfa). Температура воздуха имеет резко выраженный годовой ход. Среднегодовая температура положительная и составляет +8,0 °С, средняя температура января −8,1 °С, июля +23,9 °С. Расчётная многолетняя норма осадков — 387 мм, наибольшее количество осадков выпадает в июне (43 мм), наименьшее в марте (21 мм).
Часовой пояс
Горноводяное, как и вся Волгоградская область, находится в часовой зоне МСК (московское время). Смещение применяемого времени относительно UTC составляет +3:00.

## Население
Динамика численности населения
| 1858 | 1862 | 1882 | 1891 | 1897 | 1911 | 1987 | 2002 |
| ---- | ---- | ---- | ---- | ---- | ---- | ---- | ---- |
| 1235 | 1226 | 1489 | 1670 | 1953 | 2250 | ≈960 | 816  |

| 2010 |
| ---- |
| 723  |

## Экономика
Основные отрасли экономики — это сельское хозяйство. В настоящий момент (август 2013-го) в село проводится газ, имеется асфальтированная дорога. Берег Волги пригоден для рыбалки. В 2 километрах севернее — проявления каменных строительных материалов.